# Medalha e Prêmio Faraday
A Medalha e Prêmio Faraday (em inglês:  Faraday Medal and Prize) é um prêmio concedido anualmente pelo Instituto de Física. O prêmio é concedido por "contribuições de excelência à física experimental, a um físico de reputação internacional em qualquer setor."
De 1914 a 1966 tomou a forma da Guthrie Lecture, sendo então substituída pela Guthrie Medal and Prize, em memória de Frederick Guthrie, fundador da Physical Society of London (que foi fundida com o Instituto de Física em 1960). Em 2008 o prêmio foi renomeado como Faraday Medal and Prize. A medalha é prateada e acompanhada por £1000 e um certificado.

## Guthrie Lecture
- 1914 Robert Williams Wood
- 1916 William Bate Hardy
- 1917 Paul Langevin
- 1918 John Cunningham McLennan
- 1920 Charles Edouarde Guillaume
- 1921 Albert Abraham Michelson
- 1922 Niels Bohr
- 1923 James Hopwood Jeans
- 1924 Maurice de Broglie
- 1925 Wilhelm Wien
- 1926 Charles Fabry
- 1927 Ernest Rutherford
- 1928 Joseph John Thomson
- 1929 Percy Williams Bridgman
- 1930 Peter Debye
- 1931 Richard Glazebrook
- 1932 Max Planck
- 1933 Karl Siegbahn
- 1934 Charles Vernon Boys
- 1935 Arthur Holly Compton
- 1936 Frederick Lindemann
- 1937 Clifford Copland Paterson
- 1938 Archibald Vivian Hill
- 1940 Patrick Maynard Stuart Blackett
- 1941 Edward Andrade
- 1942 Edward Appleton
- 1943 Edward T. Whittaker
- 1944 Joel Henry Hildebrand
- 1945 Arturo Duperier Vallesa. From Spain. Subject "The Geophysical Aspect of Cosmic Rays"
- 1946 Max Jakob
- 1947 John Desmond Bernal
- 1948 George Paget Thomson
- 1949 Alexander Rankine
- 1950 George Finch
- 1951 Nevill Francis Mott
- 1952 William Lawrence Bragg
- 1953 Max Born
- 1954 Geoffrey Ingram Taylor
- 1955 Edmund Clifton Stoner
- 1956 Francis Simon
- 1957 Harold Clayton Urey
- 1958 Willis Eugene Lamb
- 1959 Harrie Massey
- 1960 Fred Hoyle
- 1961 David Shoenberg
- 1962 Bernard Lovell
- 1963 Leslie Fleetwood Bates
- 1964 Martin Ryle
- 1965 John Adams

## Guthrie Medal and Prize
- 1966 William Cochran
- 1967 James Chadwick
- 1968 Rudolf Ernst Peierls
- 1969 Cecil Frank Powell
- 1970 Brian Pippard
- 1971 John Ashworth Ratcliffe
- 1972 Brian David Josephson
- 1973 Hermann Bondi
- 1974 Rudolf Mössbauer
- 1975 David Tabor
- 1976 Abdus Salam
- 1977 Alan Cottrell
- 1978 Philip Warren Anderson
- 1979 Donald Hill Perkins
- 1980 Michael Fisher
- 1981 John Clive Ward
- 1982 Frederick Charles Frank
- 1983 Jeffrey Goldstone
- 1984 Michael Seaton
- 1985 Michael Pepper
- 1986 Denys Wilkinson
- 1987 Samuel Edwards
- 1988 Alan Lidiard
- 1989 Martin Rees
- 1990 Roger Elliott
- 1991 Dennis William Sciama
- 1992 Archibald Howie
- 1993 Tom Kibble
- 1994 Philip George Burke
- 1995 John Edwin Enderby
- 1996 Edward Roy Pike
- 1997 John Evan Baldwin
- 1998 Derek Charles Robinson
- 1999 George Bacon
- 2000 Lawrence Michael Brown
- 2001 Laurence Eaves
- 2002 Penelope Jane Brown
- 2003 Michael Springford
- 2004 Henry Hall
- 2005 William Frank Vinen
- 2006 Marshall Stoneham
- 2007 Gilbert Lonzarich

### Medalha e Prêmio Faraday
- 2008 Roger Cowley
- 2009 Donal Bradley
- 2010 Athene Donald
- 2012 Roy Sambles
- 2013 Edward Hinds, "por suas investigações inovadoras e seminais em átomos e moléculas super-frios."
- 2014 Alexander Giles Davies e Edmund Linfield
- 2015 Henning Sirringhaus
- 2017 Jeremy Baumberg
- 2018 Jennifer Thomas